# Ploërmel Communauté
Ploërmel Communauté est une communauté de communes française, située dans le département du Morbihan, en région Bretagne.

## Historique
La communauté de communes de Ploërmel est créée fin 1996, succédant au SIVOM éponyme, et compte sept communes. En 2012, elle change de nom pour devenir Ploërmel communauté.
Dans le cadre des dispositions de la loi portant nouvelle organisation territoriale de la République du 7 août 2015, qui prévoit que les établissements publics de coopération intercommunale (EPCI) à fiscalité propre doivent avoir un minimum de 15 000 habitants, Ploërmel communauté, qui regroupait environ  17 000 habitants fusionne le 1er janvier 2017 avec les communautés de communes  Josselin communauté, du Porhoët et de Mauron en Brocéliande pour former une nouvelle intercommunalité, également dénommée Ploërmel Communauté,.
Le 1er janvier 2019, la commune de Monterrein fusionne au sein de Ploërmel, qui devient une commune nouvelle, réduisant de ce fait le nombre de communes associées à trente.

## Territoire communautaire

### Géographie
Située dans le nord-est  du département du Morbihan, l'intercommunalité Ploërmel Communauté regroupe 30 communes et s'étend sur 804,8 km2.

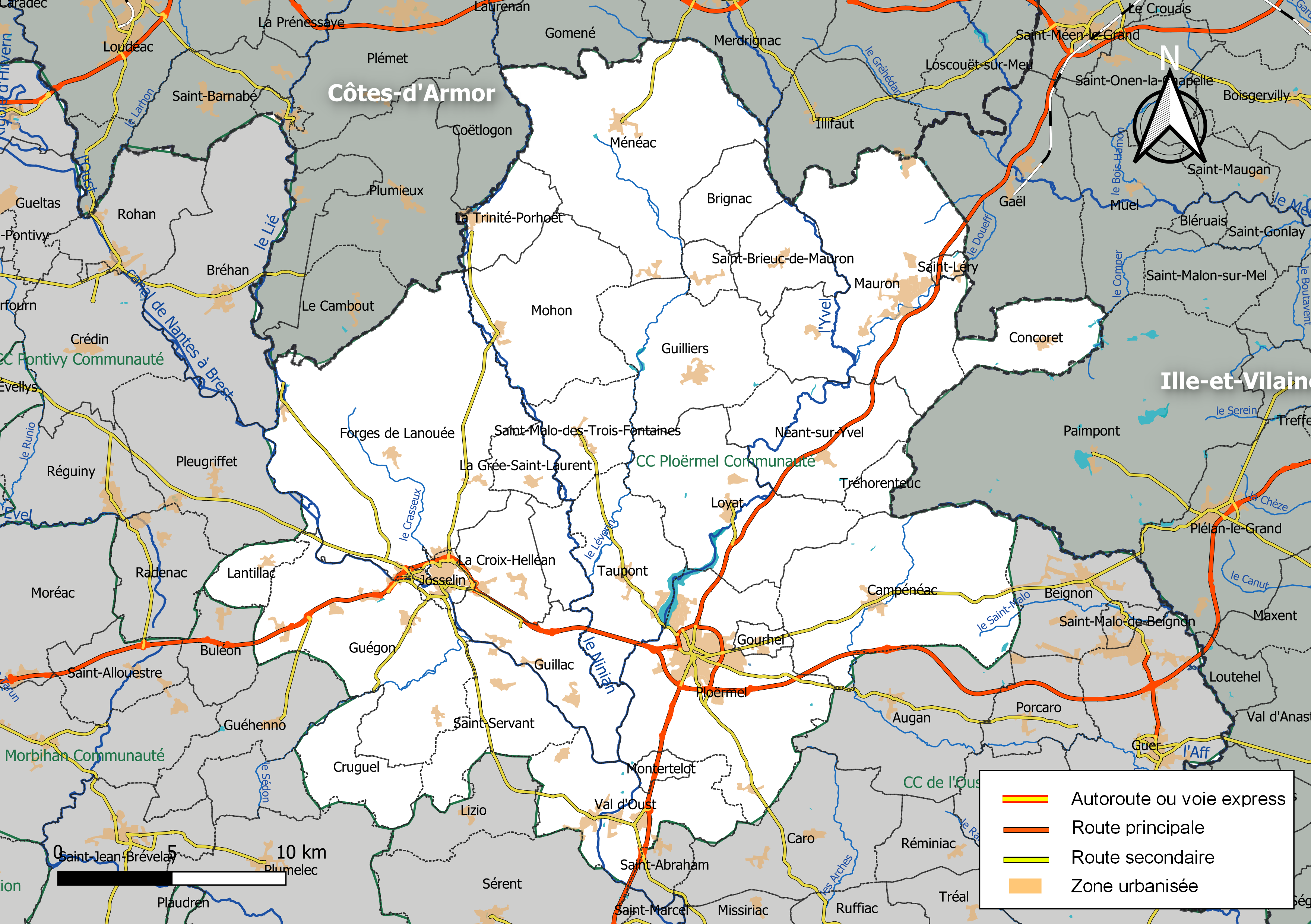
Carte de l'intercommunalité Ploërmel Communauté au 1er janvier 2019.

### Composition

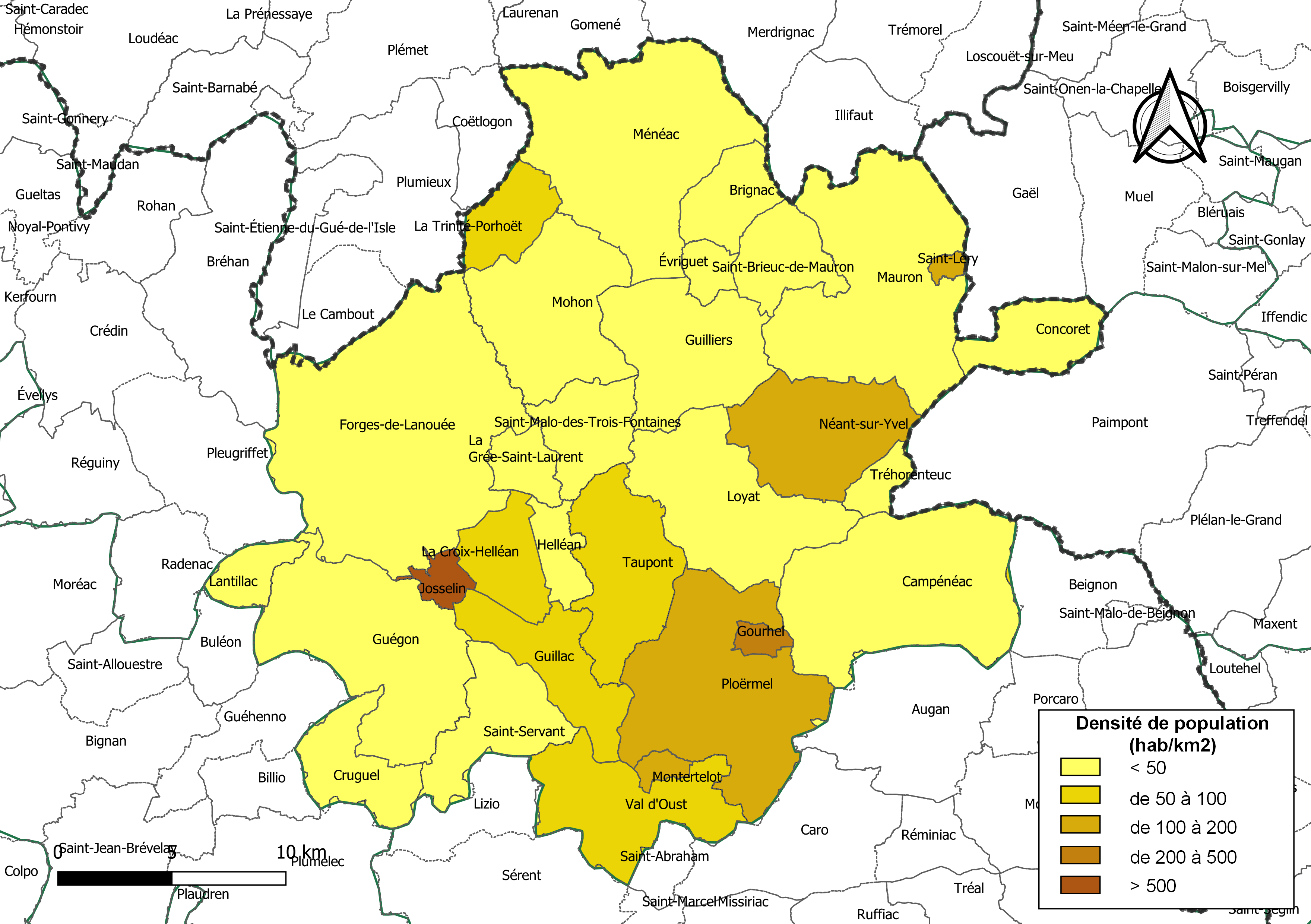
Carte des densités de population (millésimée 2016) des communes de l'intercommunalité Ploërmel Communauté. Composition en communes au 1er janvier 2019.

#### De 1996 à fin 2016
L'ancienne communauté de communes était constituée des 7 collectivités suivantes : 
| Nom              | Code Insee | Gentilé        | Superficie (km2) | Population (dernière pop. légale) | Densité (hab./km2) |
| ---------------- | ---------- | -------------- | ---------------- | --------------------------------- | ------------------ |
| Ploërmel (siège) | 56165      | Ploërmelais    | 57,82            | 9 962 (2016)                      | 172                |
| Campénéac        | 56032      | Campénéacois   | 60,57            | 1 934 (2014)                      | 32                 |
| Gourhel          | 56065      | Gourhelois     | 2,83             | 671 (2014)                        | 237                |
| Loyat            | 56122      | Loyatais       | 41,52            | 1 648 (2014)                      | 40                 |
| Monterrein       | 56138      | Monterrinois   | 7,01             | 393 (2014)                        | 56                 |
| Montertelot      | 56139      | Montertelotais | 2,64             | 368 (2014)                        | 139                |
| Taupont          | 56249      | Taupontais     | 29,17            | 2 219 (2014)                      | 76                 |

#### Depuis la fusion de 2017
En 2023, la nouvelle intercommunalité constituée en 2017 est composée des 30 communes suivantes :

| Nom                            | Code Insee | Gentilé        | Superficie (km2) | Population (dernière pop. légale) | Densité (hab./km2) |
| ------------------------------ | ---------- | -------------- | ---------------- | --------------------------------- | ------------------ |
| Ploërmel (siège)               | 56165      | Ploërmelais    | 57,82            | 10 021 (2022)                     | 173                |
| Brignac                        | 56025      | Brignacois     | 13,12            | 198 (2022)                        | 15                 |
| Campénéac                      | 56032      | Campénéacois   | 60,57            | 1 940 (2022)                      | 32                 |
| Concoret                       | 56043      | Concoretois    | 15,76            | 765 (2022)                        | 49                 |
| La Croix-Helléan               | 56050      | Croisillons    | 14,4             | 881 (2022)                        | 61                 |
| Cruguel                        | 56051      | Cruguellois    | 17,17            | 661 (2022)                        | 38                 |
| Évriguet                       | 56056      | Évriguetois    | 4,98             | 210 (2022)                        | 42                 |
| Forges de Lanouée              | 56102      |                | 96,29            | 2 190 (2022)                      | 23                 |
| Gourhel                        | 56065      | Gourhelois     | 2,83             | 724 (2022)                        | 256                |
| La Grée-Saint-Laurent          | 56068      | Laurentais     | 7,9              | 310 (2022)                        | 39                 |
| Guégon                         | 56070      | Guégonnais     | 53,52            | 2 308 (2022)                      | 43                 |
| Guillac                        | 56079      | Guillacois     | 21,83            | 1 402 (2022)                      | 64                 |
| Guilliers                      | 56080      | Guilliérois    | 35,14            | 1 352 (2022)                      | 38                 |
| Helléan                        | 56082      | Helléanais     | 7,87             | 384 (2022)                        | 49                 |
| Josselin                       | 56091      | Josselinais    | 4,48             | 2 559 (2022)                      | 571                |
| Lantillac                      | 56103      | Lantillacois   | 7,72             | 291 (2022)                        | 38                 |
| Loyat                          | 56122      | Loyatais       | 41,52            | 1 734 (2022)                      | 42                 |
| Mauron                         | 56127      | Mauronnais     | 67,23            | 3 169 (2022)                      | 47                 |
| Ménéac                         | 56129      | Ménéacois      | 68,22            | 1 478 (2022)                      | 22                 |
| Mohon                          | 56134      | Mohonnais      | 37,83            | 988 (2022)                        | 26                 |
| Montertelot                    | 56139      | Montertelotais | 2,64             | 370 (2022)                        | 140                |
| Néant-sur-Yvel                 | 56145      | Néantais       | 32,3             | 1 070 (2022)                      | 33                 |
| Saint-Brieuc-de-Mauron         | 56208      | Briochins      | 14,35            | 294 (2022)                        | 20                 |
| Saint-Léry                     | 56225      | Léritins       | 1,58             | 205 (2022)                        | 130                |
| Saint-Malo-des-Trois-Fontaines | 56227      | Malouins       | 16,19            | 562 (2022)                        | 35                 |
| Saint-Servant                  | 56236      | Servantais     | 22,4             | 789 (2022)                        | 35                 |
| Taupont                        | 56249      | Taupontais     | 29,17            | 2 400 (2022)                      | 82                 |
| Tréhorenteuc                   | 56256      | Tréhorentais   | 5,42             | 112 (2022)                        | 21                 |
| La Trinité-Porhoët             | 56257      | Trinitais      | 12,7             | 667 (2022)                        | 53                 |
| Val d'Oust                     | 56197      |                | 31,81            | 2 808 (2022)                      | 88                 |

### Démographie
| 1968   | 1975   | 1982   | 1990   | 1999   | 2008   | 2013   | 2019   |
| ------ | ------ | ------ | ------ | ------ | ------ | ------ | ------ |
| 37 729 | 36 952 | 37 156 | 37 213 | 37 384 | 40 608 | 42 255 | 42 024 |

## Organisation

### Siège
La communauté de communes a son siège en l'Hôtel-de-Ville de Ploërmel.

### Élus
La communauté de communes est administrée par son conseil communautaire, composé pour le mandat 2020-2026 de 56 conseillers municipaux représentant chacune des  communes membres.

Au terme des élections municipales de 2020 dans le Morbihan, le conseil communautaire renouvelé a réélu le 16 juillet 2020 son président, Patrick Le Diffon, maire de Ploërmel et désigné ses 12 vice-présidents, qui sont : 
1. Michel Pichard, maire de Ménéac, chargé des finances et des systèmes d'information ;
2. Stéphane Rouault, maire de Guillac, chargé de l'environnement ;
3. Yves Chasles, maire de Mauron, chargé de l'économie ;
4. Nicolas Jagoudet, maire de Josselin, chargé du tourisme ;
5. Denis Tréhorel, maire de Loyat, chargé de l'action sociale et de la petite enfance ;
6. Florence Prunet, maire de Val d’Oust, chargée des mobilités ;
7. Ronan Coignard, maire de Concoret, chargé de l'aménagement de l'espace et de l'urbanisme ;
8. Alain Hervé, conseiller municipal à Ploërmel, chargé des affaires culturelles et sportives ;
9. Marie-Noëlle Amiot, maire de Guégon, chargée de l'habitat ;
10. Hania Renaudie, maire de Campénéac, chargée de l'éducation, de l'enfance et de la jeunesse ;
11. Jean Michel Barreau, conseiller municipal délégué de Ploërmel, chargé de la santé ;
12. Jean-Charles Sentier, maire de Taupont, chargé des bâtiments, de la voirie et des espaces verts.

.

### Présidents
| Période | Période                      | Identité          | Étiquette | Qualité |
| ------- | ---------------------------- | ----------------- | --------- | --- |
| 1996    | 2008                         | Paul Anselin      | UMP       | Gérant de Société, ancien officier parachutiste en Algérie Maire de Ploërmel (1996-2008) Conseiller général de Ploërmel (1979 → 2001) Conseiller régional de Bretagne (1986 → 2010) Vice-président de la région Bretagne |
| 2008    | 2014                         | Béatrice Le Marre | PS        | Enseignante Maire de Ploërmel (2008-2014) Conseillère régionale de Bretagne (2010 → 2015) Conseillère générale de Ploërmel (2004 → 2010)                                                                                 |
| 2014    | En cours (au 2 février 2023) | Patrick Le Diffon | UMP → LR  | Cadre de laboratoire Maire de Ploërmel (2014 → ) Conseiller régional de Bretagne (2015 → ) Conseiller général de Ploërmel (2010 → 2015) Réélu pour le mandat 2020-2026,                                                  |

### Compétences
L'intercommunalité exerce les compétences qui lui ont été transférées par les communes membres, dans les conditions déterminées par le code général des collectivités territoriales : 
- L'aménagement de l'espace communautaire : schéma de cohérence territoriale (SCoT), schémas d’aménagement du territoire et schémas de secteurs, études tendant à définir une politique d’urbanisme d’intérêt communautaire, zones d’aménagement concerté (ZAC) et autres modalités de réalisation d’aménagements d’intérêt communautaire, iInstruction des demandes d'occupations des sols et droit des sols ;
- Aires d'accueil des gens du voyage ;
- Développement du numérique et de la fibre sur l'ensemble du territoire ;
- Logement : programme local de l'habitat (PLH), observatoire de l’habitat, opération d’amélioration de l’habitat (OPAH), actions favorisant l’accession sociale à la propriété, actions favorisant la mise sur le marché de logements sociaux ;
- Développement économique artisanal, tertiaire, commercial, industriel et agricole, parcs d'activités, pépinières d'entreprises, aides économiques ;
- Développement touristique :  accueil et promotion touristique, mise en œuvre de services d'animation touristique, circuits de randonnées ;
- Protection de l'environnement : gestion des milieux aquatiques (GEMAPI), assainissement, collecte et gestion des déchets, sensibilisation au tri sélectif et à la réduction des déchets, protection et mise en valeur de l'environnement ;
- Dynamisme culturel : l'école de musique, réseau de médiathèques, soutien aux acteurs culturels, espaces publics numériques, saison culturelle Arth Maël et Arth Maël en balade ;
- Promotion du sport : éducation sportive  et notamment l'École du sport, gestion des grands équipements sportifs, soutien aux associations sportives, organisation de manifestations sportives telles que le Festival Brocéliande Sport Nature ;
- Solidarité : actions tendant à favoriser le maintien à domicile, soutien aux associations, actions d'animation et de prévention, gestion des logements d'urgence, plan hivernal, maison des solidarités, maisons de services au public ;
- Enfance et jeunesse : Multi Accueil, relais intercommunal parents assistant(e)s maternel(le)s enfants, accueils de Loisirs, espaces jeunes, projet éducatif local ;
- Transports et déplacements :  transport scolaire, transport intra-communautaire, développement du réseau intercommunal, actions en faveur des modes de déplacements " verts ".

### Régime fiscal et budget
La communauté de communes est un établissement public de coopération intercommunale à fiscalité propre.
Afin de financer l'exercice de ses compétences, l'intercommunalité perçoit la fiscalité professionnelle unique (FPU) – qui a succédé à la taxe professionnelle unique (TPU) – et assure une péréquation de ressources entre les communes résidentielles et celles dotées de zones d'activité.
Elle ne reverse pas de dotation de solidarité communautaire (DSC) à ses communes membres.
|                                                       | Taux 2020 | Taux 2021 | produit 2021 |
| ----------------------------------------------------- | --------- | --------- | ------------ |
| Taxe d'habitation                                     | 10,51 %   | 10,51 %   | 537 404€     |
| Taxe foncière / propriétés bâties                     | 2,45 %    | 5,21 %    | 1 051 583€   |
| Taxe foncière non bâtie / propriétés non bâties       | 7,13 %    | 7,13 %    | 218 097€     |
| Cotisation foncière des entreprises                   | 24,42 %   | 24,92 %   | 2 982 011€   |
| Cotisation sur la valeur ajoutée des entreprises      |           |           | 2 441 551€   |
| Imposition forfaitaire sur les entreprises de réseaux |           |           | 828 785€     |
| Taxe sur les surfaces commerciales                    |           |           | 786 438€     |
| Total des recettes fiscales                           |           |           | 16 639 284€  |

L’année 2021 est marquée par une réforme fiscale importante :
- suppression de la taxe d’habitation sur les résidences principales, compensée par le versement d’une « fraction de TVA »
- baisse de 50 % des valeurs locatives des ETS industrielles pour le foncier bâti et la CFE, compensée par l’État.

### Effectifs
Pour mettre en oeuvre ses compétences, Ploërmel Communauté emploie 193,38 équivalents temps plein au 31 décembre 2021, soit 214 emplois permanents dont 77 % d’entre eux sont des fonctionnaires titulaires. Les agents à temps non complet concernent pour l’essentiel des emplois de la filière culturelle en rapport avec l’école de musique ou de
la filière animation en lien avec les emplois en matière d’enfance et de jeunesse.

## Projets et réalisations
Conformément aux dispositions légales, une communauté de communes a pour objet d'associer des « communes au sein d'un espace de solidarité, en vue de l'élaboration d'un projet commun de développement et d'aménagement de l'espace ».